# Maximilian Wöber
Maximilian Wöber (sinh ngày 4 tháng 2 năm 1998) là một cầu thủ bóng đá chuyên nghiệp người Áo hiện đang thi đấu cho câu lạc bộ EFL Championship Leeds United và đội tuyển bóng đá quốc gia Áo ở vị trí trung vệ hoặc hậu vệ trái.

## Sự nghiệp câu lạc bộ

### Sự nghiệp thanh niên
Sinh năm 1998, Wöber bắt đầu sự nghiệp bóng đá của mình với đội trẻ Rapid Wien. 

### Rapid Vienna
Vào năm 2015, Wöber đã được gọi vào đội một Rapid Rapid. Vào ngày 25 tháng 2 năm 2016, Wöber đã ra mắt đội bóng cao cấp của mình tại Vòng 32 2015 2015-16 UEFA Europa League với Valencia CF tại Ernst-Happel-Stadion, chơi trận đầu toàn trận của huấn luyện viên Zoran Barisic.

## Thống kê sự nghiệp

### Câu lạc bộ
Tính đến ngày 7 tháng 3 năm 2019
| Câu lạc bộ          | Mùa giải            | Giải đấu                   | Giải đấu | Giải đấu | Cúp quốc gia | Cúp quốc gia | Châu Âu | Châu Âu | Khác | Khác | Tổng cộng | Tổng cộng |
| Câu lạc bộ          | Mùa giải            | Hạng                       | Trận     | Bàn      | Trận         | Bàn          | Trận    | Bàn     | Trận | Bàn  | Trận      | Bàn       |
| ------------------- | ------------------- | -------------------------- | -------- | -------- | ------------ | ------------ | ------- | ------- | ---- | ---- | --------- | --------- |
| Rapid Wien B        | 2015–16             | Austrian Regionalliga East | 20       | 1        | 0            | 0            | 0       | 0       | 0    | 0    | 20        | 1         |
| Rapid Wien B        | 2016–17             | Austrian Regionalliga East | 8        | 2        | 0            | 0            | 0       | 0       | 0    | 0    | 8         | 2         |
| Rapid Wien B        | Tổng cộng           | Tổng cộng                  | 28       | 3        | 0            | 0            | 0       | 0       | 0    | 0    | 28        | 3         |
| Rapid Wien          | 2015–16             | Austrian Bundesliga        | 0        | 0        | 0            | 0            | 1       | 0       | 0    | 0    | 1         | 0         |
| Rapid Wien          | 2016–17             | Austrian Bundesliga        | 11       | 0        | 4            | 1            | 2       | 0       | 0    | 0    | 17        | 1         |
| Rapid Wien          | 2017–18             | Austrian Bundesliga        | 5        | 1        | 1            | 0            | 0       | 0       | 0    | 0    | 6         | 1         |
| Rapid Wien          | Tổng cộng           | Tổng cộng                  | 16       | 1        | 5            | 1            | 3       | 0       | 0    | 0    | 24        | 2         |
| Ajax                | 2017–18             | Eredivisie                 | 22       | 1        | 1            | 0            | 0       | 0       | 0    | 0    | 23        | 1         |
| Ajax                | 2018–19             | Eredivisie                 | 8        | 0        | 2            | 0            | 6       | 0       | 0    | 0    | 16        | 0         |
| Ajax                | Tổng cộng           | Tổng cộng                  | 30       | 1        | 3            | 0            | 6       | 0       | 0    | 0    | 39        | 1         |
| Jong Ajax           | 2017–18             | Eerste Divisie             | 1        | 0        | 0            | 0            | 0       | 0       | 0    | 0    | 1         | 0         |
| Sevilla             | 2018–19             | La Liga                    | 5        | 0        | 0            | 0            | 1       | 0       | 0    | 0    | 6         | 0         |
| Tổng cộng sự nghiệp | Tổng cộng sự nghiệp | Tổng cộng sự nghiệp        | 80       | 5        | 8            | 1            | 10      | 0       | 0    | 0    | 98        | 6         |